# كالفرت هينتون أرنولد
كالفرت هينتون أرنولد (بالإنجليزية: Calvert Hinton Arnold)‏ هو عسكري أمريكي، ولد في 1894 في سوينسبورغ في الولايات المتحدة، وتوفي في 18 مايو 1963.